# Go Hayama
Go Hayama (端山 豪 Hayama Go?), född 9 april 1993 i Tokyo prefektur, är en japansk fotbollsspelare.
Hayama började sin karriär 2013 i Tokyo Verdy. Efter Tokyo Verdy spelade han för Albirex Niigata, Tochigi SC och FC Machida Zelvia.